# Georg Schütz (Maler)
Georg Hans Heinrich Schütz (* 10. Dezember 1875 in Schwerin; † 2. Juli 1945 ebenda) war ein deutscher Maler, Illustrator, Werbegrafiker, Karikaturist und Wandmaler.

## Leben

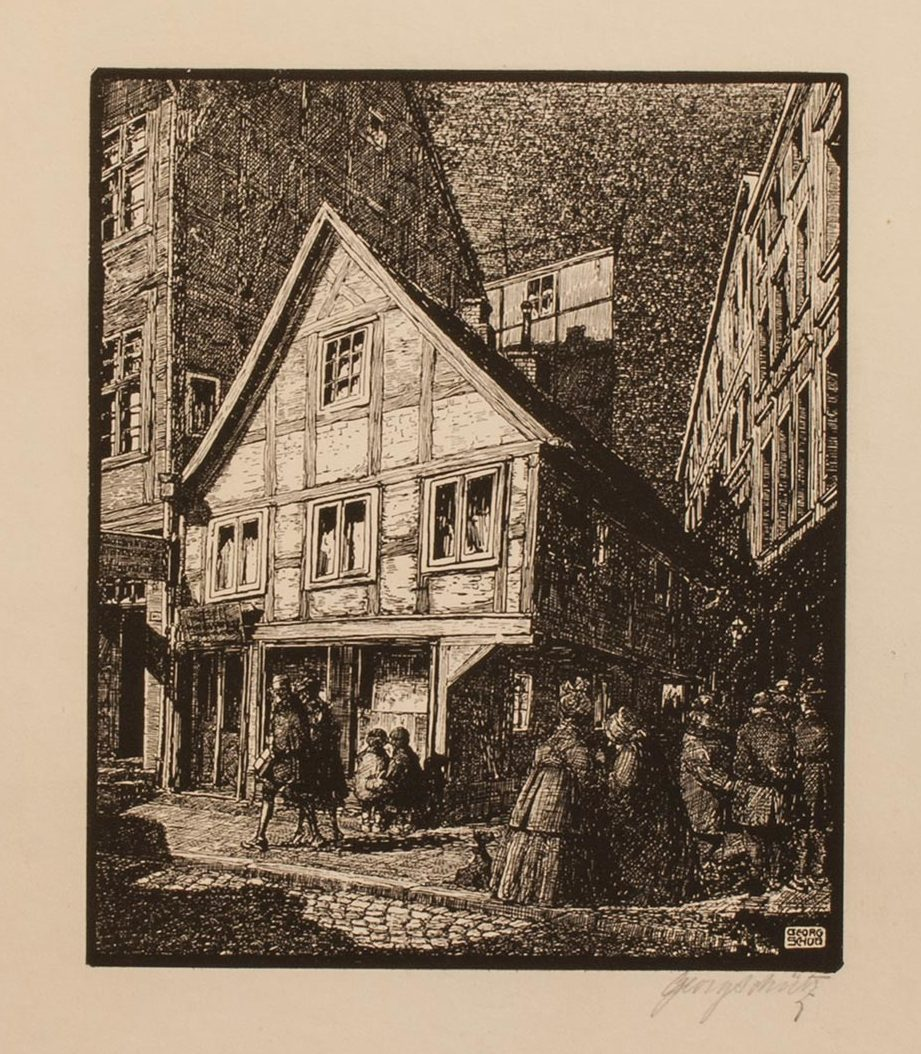
Undatierter, historisierender Holzstich mit Künstlersignatur von Georg Schütz

Georg Schütz war ein Sohn des Ministerial-Kontrolleurs Ludwig August Ernst Schütz und dessen Frau Auguste Emilie Sophie, geb. Schlosser (* 1848). Er wuchs, ebenso wie sein Zwillingsbruder Hermann Schütz – in die Gründerzeit des Deutschen Kaiserreichs hinein. In ihrer Geburtsstadt Schwerin besuchten beide gemeinsam erst das dortige Fridericianum, anschließend die Königliche Kunstschule in Berlin.
Nach ihrem Studium arbeiteten die Zwillingsbrüder zunächst noch einige Zeit in Berlin, dann auch in Augsburg, Nürnberg und Stuttgart und anderen Städten, bevor sie sich wieder zurück in ihre Heimatstadt begaben. Dort betrieben sie, wenngleich sie zuweilen größere Aufträge gemeinsam übernahmen, dann getrennte Ateliers. Zur Zeit der Weimarer Republik wohnte Georg laut dem Adressenverzeichnis von 1927 in der – damaligen – Rostocker Straße, der heutigen Adresse Goethestraße 41c, während Hermann in der Cäcilienstraße arbeitete, der heutigen Schloßgartenallee.
Zuvor hatte Georg Schütz spätestens 1921 die Bildleiste für die Sonntagsbeilage der Mecklenburgischen Zeitung entworfen.
Während der Deutschen Hyperinflation lieferte Schütz zahlreiche oftmals unsignierte und stilistisch unterschiedliche Entwürfe speziell für die Scheine des in Mecklenburg erschienenen Reutergeldes, darunter für die Orte Boltenhagen, Dargun, Gnoien, Grabow, Güstrow, Krakow, Ludwigslust, Malchin, Malchow, Neuhaus, Neukalen, Parchim, Penzlin, Plau, Ribnitz, Röbel, Schwerin, Stavenhagen, Waren, Warnemünde und Zarrentin. 1922 entwarf Georg Schütz aber auch das Notgeld der Stadt Crivitz.
In den 1930er Jahren waren die Brüder Schütz bekannt für ihre Zeichnungen für Das deutsche Reichsheer. Die Zwillingsbrüder lieferten zudem die künstlerische Ausgestaltung der in Schwerin errichteten Kaserne der Panzerabwehr-Abteilung 12. Ebenfalls zur Zeit des Nationalsozialismus schuf Georg Schütz unter großem öffentlichen Aufsehen im Jahr 1938 Fresken in der großen Halle des Schweriner Hauptbahnhofs.
Anders als sein Bruder Hermann, der als eher ernsterer Mensch galt, zeigte sich Georg Schütz auch in seinen Werken eher humorvoll. Doch in seinen späten Jahren litt er unter einer Hautallergie, konnte dann nicht mehr mit Ölfarben malen. Für seinen Freitod im letzten Jahr des Zweiten Weltkrieges 1945 werden jedoch andere Gründe erwogen.

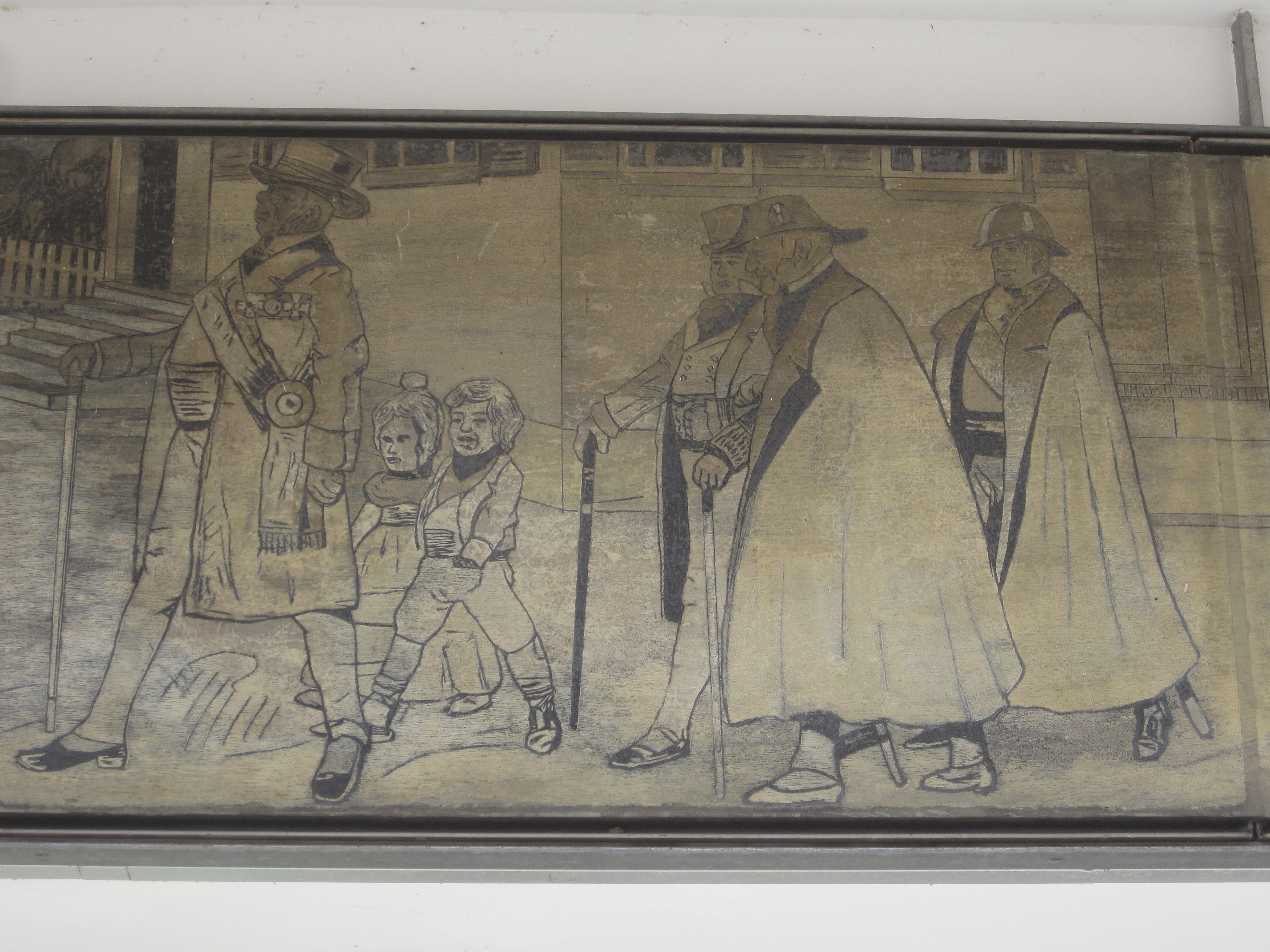
Ausschnitt aus dem Fries „Hochzeitszug“

## Weitere bekannte Werke (Auswahl)
- 1907: Hochzeitszug; Sgraffito-Fries für das Bliffertsche Möbelhaus, Wismarsche Straße 142 in Schwerin. Beim Abriss des Altbaus transloziert und nach Restaurierung durch die Denkmalpflege am Neubau der Techniker Krankenkasse am selben Ort wieder angebracht.[2]